# Rijksbeschermd gezicht Hoog Soeren
Gezicht Hoog Soeren is het van rijkswege beschermd dorpsgezicht van Hoog Soeren in de Nederlandse provincie Gelderland. De procedure voor aanwijzing werd gestart op 27 maart 2009. Het gebied is nog niet definitief aangewezen. Het beschermd gezicht beslaat een oppervlakte van 107,2 hectare.
Panden die binnen een beschermd gezicht vallen krijgen niet automatisch de status van beschermd monument. Wel zal de gemeente het bestemmingsplan aanpassen om nieuwe ontwikkelingen in het gebied te reguleren. De gezichtsbescherming richt zich op de stedenbouwkundige en cultuurhistorische waardering van een gebied en wil het toekomstig functioneren daarvan veiligstellen.